# Municipio de Battle (Iowa)
El municipio de Battle (en inglés: Battle Township) es un municipio ubicado en el condado de Ida en el estado estadounidense de Iowa. En el año 2010 tenía una población de 196 habitantes y una densidad poblacional de 2,08 personas por km².

## Geografía
El municipio de Battle se encuentra ubicado en las coordenadas 42°26′9″N 95°36′15″O / 42.43583, -95.60417. Según la Oficina del Censo de los Estados Unidos, el municipio tiene una superficie total de 94.16 km², de la cual 94,14 km² corresponden a tierra firme y (0,02 %) 0,02 km² es agua.

## Demografía
Según el censo de 2010, había 196 personas residiendo en el municipio de Battle. La densidad de población era de 2,08 hab./km². De los 196 habitantes, el municipio de Battle estaba compuesto por el 97,96 % blancos, el 1,53 % eran afroamericanos, el 0,51 % eran asiáticos. Del total de la población el 0 % eran hispanos o latinos de cualquier raza.